# Mirella Falco
Mirella Falco (Bergamo, 1º giugno 1933 – Bologna, 6 novembre 2013) è stata un'attrice italiana.

## Biografia

Mirella Falco in una scena del film Domani si balla! con Mariangela Melato e Maurizio Nichetti (1982)

Famosa per essere entrata nell'immaginario collettivo come la stereotipata "sciura" milanese, (sebbene fossa nata a Bergamo), minuta e caratterizzata da una sua calata tipica, ha partecipato a molti film nei quali ricopre sempre lo stesso ruolo di "vecchietta", come ne I mitici - Colpo gobbo a Milano dove la Falco interpreta la signora Motta, tenutaria della pensione "Roma" che diventa una sorta di "cervello" del gruppo criminale fino a fingersi una ricca nobile lombarda per intrufolarsi in una gioielleria e indagare sui sistemi di sicurezza, generando una esilarante situazione a equivoci con il personaggio interpretato da Umberto Smaila.
Partecipa anche al film Piedipiatti, con Renato Pozzetto ed Enrico Montesano, interpretando sempre la parte della signora Motta, dirimpettaia della fidanzata dell'assassino tenuto d'occhio dai protagonisti. In seguito ha molto diradato le sue apparizioni in video. Nel 1999 ha avuto una piccola parte in Bagnomaria, esordio alla regia di Giorgio Panariello, mentre nel 2006 ha partecipato alla prima puntata della quinta stagione di Don Matteo, in cui viene doppiata da un'altra attrice veterana, Graziella Polesinanti. Ha vissuto gli ultimi anni della sua vita nella casa di riposo degli artisti di Bologna.
È morta nel 2013 all'età di 80 anni ed è stata sepolta alla Certosa di Bologna.

## Filmografia

### Cinema
- Allegro non troppo, regia di Bruno Bozzetto (1976)
- Ho fatto splash, regia di Maurizio Nichetti (1980)
- Culo e camicia, regia di Pasquale Festa Campanile (1981)
- Duetto, regia di Tomaso Sherman (1981)
- Domani si balla!, regia di Maurizio Nichetti (1982)
- Luci lontane, regia di Aurelio Chiesa (1987)
- Giulia e Giulia, regia di Peter Del Monte (1987)
- Il piccolo diavolo, regia di Roberto Benigni (1988)
- Cuore di mamma, regia di Gioia Benelli (1988)
- Piedipiatti, regia di Carlo Vanzina (1991)
- I mitici - Colpo gobbo a Milano, regia di Carlo Vanzina (1994)
- Papà dice messa, regia di Renato Pozzetto (1996)
- Metalmeccanico e parrucchiera in un turbine di sesso e politica, regia di Lina Wertmüller (1996)
- Banzai, regia di Carlo Vanzina  (1997)
- Bagnomaria, regia di Giorgio Panariello (1999)

### Televisione
- Lascio alle mie donne, regia di Vittorio Barino (TV Svizzera, 1974)
- Camilla, regia di Sandro Bolchi – miniserie TV, 1 episodio (1976)
- La casta fanciulla di Cheapside, regia di Ugo Gregoretti – miniserie TV (1979)
- Paura sul mondo, regia di Domenico Campana – miniserie TV, 1 episodio (1979)
- Quattro delitti, episodio Professione farabutto – miniserie TV, (1979)
- Un matrimonio in provincia, regia di Gianni Bongioanni – miniserie TV (1980)
- La Guèra, regia di Mario Morini – film TV (1980)
- El nost Milan: I sciòri, regia di Mario Morini – film TV (1980)
- Nitouche, regia di Vito Molinari – miniserie TV (1980)
- La donna in bianco, regia di Mario Morini – miniserie TV, 2 episodi (1980)
- Delitto e castigo, regia di Mario Missiroli – miniserie TV, 2 episodi (1983)
- Giovanni, da una madre all'altra, regia di Gianni Bongioanni – miniserie TV (1983)
- Il buttafuori, regia di Lorenzo Salveti (1984)
- Follia amore mio, regia di Gianni Bongioanni – miniserie TV (1986)
- Piange al mattino il figlio del cuculo, regia di Gianni Bongioanni – film TV (1990)
- Cri Cri, episodio Le zitelle – serie TV (1990)
- Villa Arzilla – serie TV, 20 episodi (1990-1991)
- Club 92 – programma TV (1990-1991)
- Nonno Felice – serie TV (1993-1995)
- Nebbia in Val Padana – serie TV, episodio 1x09 (2000)
- Distretto di Polizia – serie TV, episodio 2x05 (2001)
- Don Matteo – serie TV, episodio 5x02 (2006)
- Un ciclone in famiglia – serie TV, 1 episodio (2008)

## Radio
- Il matrimonio di Casanova di Ugo Ojetti e Renato Simoni, regia di Filippo Crivelli, 29 dicembre 1971.
- Le donne al sepolcro di Michel de Ghelderode, regia di Armando Pugliese, 4 dicembre 1972.
- Tartufo di Molière, regia di Giorgio Pressburger, 30 luglio 1973.
- Il borghese gentiluomo di Molière, regia di Roberto Guicciardini, 17 novembre 1973.
- Immobile di Stephen Wendt, regia di Francesco Dama, 4 gennaio 1974.
- Storie del bosco viennese di Ödön von Horváth, regia di Enrico Colosimo, 14 gennaio 1974.
- Uno snob di Carl Sternheim, regia di Vittorio Sermonti, 17 giugno 1974.
- Senza perché di John Whiting, regia di Lorenzo Salveti, 21 novembre 1975.
- Perché Gilda è così grigia? di Tom Eyen, regia di Massimo Scaglione, 7 settembre 1976.
- La pappa del nonno di Bruno Longhini, regia di Giulio Zuloeta, 11 aprile 1977.
- La donna nell'armadio di Ennio Flaiano, regia di Francesco Dama, 31 dicembre 1977.
- Svanevit di August Strindberg, regia di Lorenzo Salveti, 5 febbraio 1979.
- Il traditore di Oreste Del Buono, regia di Francesco Dama, 20 febbraio 1979.
- La giustizia nei secoli dei secoli così sia, regia di Mina Mezzadri, 2 aprile 1979.
- La risata del diavolo di Luigi Malerba, regia di Pietro Formentini, 22 maggio 1979.
- Se il delitto non paga, a volte non appaga, testo e regia di Mariella Zanetti, 29 maggio 1983.
- Casa Rozeno di Camillo Antona Traversi, regia di Alberto Buscaglia, 30 gennaio 1985.
- Le mosche di Jean-Paul Sartre, regia di Sandro Rossi, 31 dicembre 1985.
- Il condominio di Sara Mamone e Siro Ferrone, regia di Beppe Navello, 19 febbraio 1986.
- I problemi dell'anima di Ingmar Bergman, regia di Flavio Ambrosini, 21 dicembre 1991.
- Tandem di Edoardo Erba, regia di Idalberto Fei, 1997.
- La casa di Bernarda Alba di Federico García Lorca, regia di Giancarlo Cobelli, 8 maggio 1998.